# Смута годов Какицу
Сму́та годо́в Каки́цу — крестьянское восстание 1441 года в Японии. Его участники добились отмены долгов.

## Смута
В 1441 году Акамацу Мисусукэ убил сёгуна Асикагу Ёсинори, из-за чего в Японии возник политический хаос. В ряде провинций вокруг Киото крестьяне потребовали по случаю смены власти списания долгов, а потом начали нападать на храмы, ростовщиков и лавки с сакэ. В общей сложности в этом движении участвовали десятки тысяч человек. Сёгун издал указ об облегчении долгового бремени для крестьян, но повстанцы начали добиваться отмены долгов для всех жителей провинций. Один из даймё получил от канрэя (советника сёгуна) приказ подавить восстание, но отказался его выполнять, так как узнал, что канрэй получил взятку от поставщиков.
В итоге сёгун Асикага Ёсикацу выполнил требования повстанцев: он издал указ о всеобщем списании долгов. Это имело негативные последствия для репутации сёгуната в том числе из-за аналогий со смутой годов Сёте (1428 год), когда долги отменены не были.